# Mexico op de Olympische Zomerspelen 1964
Mexico nam deel aan de Olympische Zomerspelen 1964 in Tokio, Japan. Net als vier jaar eerder won het een bronzen medaille.

## Medailleoverzicht
| Sport  | Olympiër    | Onderdeel | Medaille |
| ------ | ----------- | --------- | -------- |
| Boksen | Juan Fabila | -54kg (m) | Brons    |

## Deelnemers en resultaten
(m) = mannen, (v) = vrouwen 

### Atletiek
| Olympiër        | Discipline   | Resultaat | Prestatie            |
| --------------- | ------------ | --------- | -------------------- |
| Carlos Lorenzo  | 100m (m)     | 36e       | serie 4: 4de in 10,7 |
| Carlos Lorenzo  | 200m (m)     | 36e       | serie 2: 6de in 21,6 |
| Didier Mejía    | 400m (m)     | 40e       | serie 1: 7de in 48,1 |
| Fidel Negrete   | marathon (m) | 21e       | 2:26.07              |
| Víctor Peralta  | marathon (m) | 53e       | 2:44.23,6            |
|                 |              |           |                      |
| Esperanza Girón | 100m (v)     | 35e       | serie 5: 6de in 12,2 |
| Esperanza Girón | 200m (v)     | 27e       | serie 1: 6de in 25,3 |

### Basketbal
| Olympiër | Discipline | Resultaat | Prestatie |
| --- | ---------- | --------- | --- |
| Alberto Almanza Armando Herrera Carlos Quintanar Eulalio Ávila Luis Grajeda Manolo Raga Mario Peña Miguel Arellano Rafael Heredia Rico Pontvianne | mannen     | 12e       | groep A: 5de V van Italië: 80-85 V van Sovjet-Unie: 76-87 V van Puerto Rico: 55-73 W van Polen: 71-70 W van Canada: 78-68 V van Hongarije: 61-69 W van Japan: 64-62 9-12de plek: V van Australië: 58-70 11-12de plek: V van Finland: 72-73 |

| Groep A |             |             |             |             |        |        |        |        |
| #       | Land        | Wedstrijden | Wedstrijden | Wedstrijden | Punten | Punten | Punten | Punten |
| #       | Land        | G           | W           | V           | V      | T      | Saldo  | Punten |
| 1       | Sovjet-Unie | 7           | 7           | 0           | 562    | 424    | +138   | 14     |
| 2       | Puerto Rico | 7           | 5           | 2           | 493    | 454    | +39    | 12     |
| 3       | Polen       | 7           | 4           | 3           | 467    | 448    | +19    | 11     |
| 4       | Italië      | 7           | 4           | 3           | 495    | 480    | +15    | 11     |
| 5       | Mexico      | 7           | 3           | 4           | 485    | 514    | -29    | 10     |
| 6       | Japan       | 7           | 3           | 4           | 421    | 428    | -7     | 10     |
| 7       | Hongarije   | 7           | 2           | 5           | 407    | 469    | -62    | 9      |
| 8       | Canada      | 7           | 0           | 7           | 408    | 521    | -113   | 7      |

| Ronde        | Datum | Plaats      | Land  | Score     | Land |
| ------------ | ----- | ----------- | ----- | --------- | ---- |
| Groepsfase   |       |             |       |           |      |
| 11 oktober   | Tokio | Italië      | 85-80 | Mexico    |      |
| 12 oktober   | Tokio | Sovjet-Unie | 87-76 | Mexico    |      |
| 13 oktober   | Tokio | Puerto Rico | 73-55 | Mexico    |      |
| 14 oktober   | Tokio | Mexico      | 71-70 | Polen     |      |
| 16 oktober   | Tokio | Mexico      | 78-68 | Canada    |      |
| 17 oktober   | Tokio | Hongarije   | 69-61 | Mexico    |      |
| 18 oktober   | Tokio | Japan       | 62-64 | Mexico    |      |
| 9-12de plek  |       |             |       |           |      |
| 21 oktober   | Tokio | Mexico      | 58-70 | Australië |      |
| 11-12de plek |       |             |       |           |      |
| 23 oktober   | Tokio | Mexico      | 72-73 | Finland   |      |

### Boksen
| Olympiër           | Discipline | Resultaat | Prestatie |
| ------------------ | ---------- | --------- | --- |
| Juan Fabila        | -54kg (m)  | Brons     | 1ste ronde: W van IRI Aliabarzadeh: 3-2 2de ronde: W van HKG Pak: 5-0 kwartfinale: W van URS Grigoryev: 3-2 halve finale: V van KOR Chung: 1-4 |
| José Antonio Duran | -57kg (m)  | 5e        | 1ste ronde: W van IRQ Anwer: 5-0 2de ronde: W van KOR Seok: 4-1 kwartfinale: V van USA Brown: 1-4                                              |
| Mariano Serrano    | -60kg (m)  | 17e       | 1ste ronde: W van ETH Mekonnen: 5-0 2de ronde: V van UGA Odhiambo: 0-5                                                                         |
| Eduardo Zazueta    | -60kg (m)  | 33e       | 1ste ronde: V van KEN Olulu: 0-5 |
| Alfonso Ramírez    | -67kg (m)  | 17e       | 1ste ronde: V van ROU Niculescu: 0-5 |

### Gewichtheffen
| Olympiër     | Discipline | Resultaat | Prestatie                                                                          |
| ------------ | ---------- | --------- | ---------------------------------------------------------------------------------- |
| Mauro Alanís | -60kg (m)  | 17e       | drukken: 18de met 95kg trekken: 19de met 90kg stoten: 12de met 130kg totaal: 315kg |

### Judo
| Olympiër              | Discipline | Resultaat | Prestatie    |
| --------------------- | ---------- | --------- | ------------ |
| René Arredondo Cepeda | -68kg (m)  | 9e        | groep E: 2de |
| Gabriel Goldschmied   | -80kg (m)  | 9e        | groep B: 2de |
| Salvador Goldschmied  | +80kg (m)  | 11e       | groep A: 3de |

### Moderne vijfkamp
| Olympiër                                     | Discipline      | Resultaat | Prestatie    |
| -------------------------------------------- | --------------- | --------- | ------------ |
| David Bárcena                                | individueel (m) | 34e       | 3974 punten  |
| Eduardo Flórez                               | individueel (m) | 35e       | 3888 punten  |
| Enrique Padilla                              | individueel (m) | 36e       | 3760 punten  |
| David Bárcena Eduardo Flórez Enrique Padilla | team (m)        | 11e       | 11546 punten |

### Paardensport
| Olympiër                                                        | Discipline  | Resultaat | Prestatie          |
| Eventing                                                        | Eventing    | Eventing  | Eventing           |
| --------------------------------------------------------------- | ----------- | --------- | ------------------ |
| José González                                                   | individueel | 22e       | 36,40 strafpunten  |
| Eduardo Higareda                                                | individueel | 31e       | 159,67 strafpunten |
| Joaquín Madrigal                                                | individueel | DNF       | niet gefinisht     |
| M. Mendivil                                                     | individueel | 32e       | 178,07 strafpunten |
| José González Eduardo Higareda Manuel Mendívil Joaquín Madrigal | team        | 9e        | 374,14 strafpunten |

### Roeien
| Olympiër                             | Discipline      | Resultaat | Prestatie                                                                     |
| ------------------------------------ | --------------- | --------- | ----------------------------------------------------------------------------- |
| Otto Plettner                        | skiff (m)       | 10e       | serie 1: 5de in 8.03,86 herkansingen: 4de in 7.46,84 finale B: 4de in 7.33,24 |
| Roberto Friedrich Fernando Scheffler | dubbel-twee (m) | 11e       | serie 2: 4de in 7.34,34 herkansingen: 3de in 7.35,14 finale B: 5de in 7.27,27 |

### Schietsport
| Olympiër         | Discipline                 | Resultaat | Prestatie                         |
| ---------------- | -------------------------- | --------- | --------------------------------- |
| Abel Vázquez     | 50m geweer 3 houdingen (m) | 29e       | 1115 punten: (393-373-349)        |
| Olegario Vázquez | 50m geweer 3 houdingen (m) | 19e       | 1132 punten: (396-379-357)        |
| Jesús Elizondo   | 50m geweer liggend (m)     | 19e       | 590 punten: (97-96-98-100-100-99) |
| Olegario Vázquez | 50m geweer liggend (m)     | 37e       | 587 punten: (99-97-100-96-99-96)  |
| Raúl Ibarra      | 50m pistool (m)            | 37e       | 524 punten: (88-86-85-89-88-88)   |
| Enrique Torres   | 50m pistool (m)            | 35e       | 524 punten: (81-85-88-91-93-86)   |

### Schoonspringen
| Olympiër         | Discipline    | Resultaat | Prestatie                                                     |
| ---------------- | ------------- | --------- | ------------------------------------------------------------- |
| Alvaro Gaxiola   | 3m plank (m)  | 15e       | voorronde: 15de met 85,78 punten                              |
| Luis Niño        | 3m plank (m)  | 12e       | voorronde: 12de met 87,87 punten                              |
| Jose Robinson    | 3m plank (m)  | 19e       | voorronde: 19de met 82,42 punten                              |
| Alvaro Gaxiola   | 10m toren (m) | 18e       | voorronde: 18de met 87,08 punten                              |
| Roberto Madrigal | 10m toren (m) | 4e        | voorronde: 5de met 93,82 punten finale: 4de met 144,27 punten |
| Luis Niño        | 10m toren (m) | 10e       | voorronde: 10de met 91,46 punten                              |

### Voetbal
| Olympiër | Discipline | Resultaat | Prestatie                                                             |
| --- | ---------- | --------- | --------------------------------------------------------------------- |
| Albino Morales Carlos Gutiérrez Efrain Loza Ernesto Cisneros Felipe Ruvalcaba Miguel Galván Raúl Arellano Raúl Chávez Javier Fragoso Guillermo Hernández Ignacio Calderón José Luis Aussín José Luis González Carlos Albert | mannen     | 9e        | groep A: 3de V van Roemenië: 1-3 G van Iran: 1-1 V van Duitsland: 0-2 |

| Groep A |           |             |             |             |             |            |            |            |        |
| #       | Land      | Wedstrijden | Wedstrijden | Wedstrijden | Wedstrijden | Doelpunten | Doelpunten | Doelpunten | Punten |
| #       | Land      | G           | W           | G           | V           | V          | T          | Saldo      | Punten |
| 1       | Duitsland | 3           | 2           | 1           | 0           | 7          | 1          | +6         | 5      |
| 2       | Roemenië  | 3           | 2           | 1           | 0           | 5          | 2          | +3         | 5      |
| 3       | Mexico    | 3           | 0           | 1           | 2           | 2          | 6          | -4         | 1      |
| 4       | Iran      | 3           | 0           | 1           | 2           | 1          | 6          | –5         | 1      |

| Ronde      | Datum    | Plaats    | Land | Score  | Land |
| ---------- | -------- | --------- | ---- | ------ | ---- |
| Groepsfase |          |           |      |        |      |
| 11 oktober | Omiya    | Roemenië  | 3-1  | Mexico |      |
| 13 oktober | Shinjuku | Iran      | 1-1  | Mexico |      |
| 15 oktober | Yokohama | Duitsland | 2-0  | Mexico |      |

### Wielersport
| Olympiër                                                    | Discipline                    | Resultaat | Prestatie                                               |
| Baan                                                        | Baan                          | Baan      | Baan                                                    |
| ----------------------------------------------------------- | ----------------------------- | --------- | ------------------------------------------------------- |
| José Mercado                                                | sprint (m)                    | 24e       | serie 10: 2de 1ste ronde herkansingen: 3de              |
| Jose Tellez                                                 | sprint (m)                    | 24e       | serie 1: 3de 1ste ronde herkansingen: 3de               |
| José Mercado                                                | tijdrit (m)                   | 13e       | 1.12,83                                                 |
| Antonio Duque                                               | individuele achtervolging (m) | 15e       | serie 12: W van PAK Ashiq: 5.19,98                      |
| José Mercado José Luis Tellez                               | tandem (m)                    | 10e       | serie 1: V van ITA Damiano/Bianchetto herkansingen: 2de |
|                                                             |                               |           |                                                         |
| Francisco Coronel                                           | wegwedstrijd (m)              | 104e      | 5:02.15                                                 |
| Heriberto Díaz                                              | wegwedstrijd (m)              | DNF       | niet gefinisht                                          |
| Moises López                                                | wegwedstrijd (m)              | DSQ       | gediskwalificeerd                                       |
| Melesio Soto                                                | wegwedstrijd (m)              | 93e       | 4:39.51,83                                              |
| Adolfo Belmonte Antonio Duque Moises López Porfirio Remigio | ploegentijdrit (m)            | 17e       | 2:38.14,55                                              |

### Worstelen
| Olympiër          | Discipline  | Resultaat   | Prestatie |
| Vrije stijl       | Vrije stijl | Vrije stijl | Vrije stijl |
| ----------------- | ----------- | ----------- | --- |
| César del Rio     | -52kg (m)   | 20e         | 1ste ronde: V van PAN Campbell 2de ronde: V van JPN Yoshida                                                          |
| Moises López      | -57kg (m)   | 11e         | 1ste ronde: V van URS Ibrahimov 2de ronde: G van FIN Alanen 3de ronde: V van IND Singh                               |
| Mario Tovar       | -63kg (m)   | 8e          | 1ste ronde: W van NZL Meehan 2de ronde: W van AUS Brown 3de ronde: V van GER Schilling 4de ronde: V van IRI Seifpour |
| Alejandro Echaniz | -70kg (m)   | 20e         | 1ste ronde: V van AUS Marsh 2de ronde: V van GBR Stephenson                                                          |
| Grieks-Romeins    |             |             | |
| César del Rio     | -52kg (m)   | 16e         | 1ste ronde: V van USA Wilson 2de ronde: V van ROU Pîrvulescu                                                         |
| Moises López      | -57kg (m)   | 16e         | 1ste ronde: V van IND Singh 2de ronde: V van RAU El-Sayed                                                            |
| Mario Tovar       | -63kg (m)   | 22e         | 1ste ronde: V van JPN Sakurama 2de ronde: V van BEL Mewis                                                            |
| Alejandro Echaniz | -70kg (m)   | 14e         | 1ste ronde: G van AFG Zaid 2de ronde: V van SWE Johnsson                                                             |

### Zeilen
| Olympiër                                              | Discipline      | Resultaat | Prestatie                               |
| ----------------------------------------------------- | --------------- | --------- | --------------------------------------- |
| Fernando Ortíz                                        | finn            | 32e       | 785 punten: (24-DNF-DNF-DNF-DNF-30-DNS) |
| Alfonso Serrano Sergio Gonzalez Karg                  | flying dutchman | 21e       | 845 punten: (21-18-DNS-19-19-19-19)     |
| Carlos Braniff Andrés Gerard Sr.                      | star            | 14e       | 1424 punten: (11-9-DNF-15-16-14-11)     |
| Mauricio de la Lama Eduardo Prieto Juan Frias         | dragon          | 18e       | 1632 punten: (DNF-7-15-17-DNF-17-20)    |
| Víctor de la Lama Iker Belausteguigoitía Luis Aguilar | 5,5m            | 15e       | 758 punten: (15-14-15-13-14-15-14)      |

### Zwemmen
| Olympiër                                                           | Discipline            | Resultaat | Prestatie               |
| ------------------------------------------------------------------ | --------------------- | --------- | ----------------------- |
| Salvador Ruiz                                                      | 100m vrije slag (m)   | 55e       | serie 8: 6de in 58,8    |
| Guillermo Echevarría                                               | 400m vrije slag (m)   | DNS       | serie 3: niet gestart   |
| Guillermo Echevarría                                               | 1500m vrije slag (m)  | 9e        | serie 3: 3de in 17.35,0 |
| Alfredo Guzmán                                                     | 1500m vrije slag (m)  | 18e       | serie 5: 4de in 18.07,4 |
| Juan Alanís                                                        | 200m vlinderslag (m)  | 27e       | serie 3: 5de in 2.23,9  |
| Gabriel Altamirano                                                 | 200m vlinderslag (m)  | 19e       | serie 4: 4de in 2.17,9  |
| Juan Alanís                                                        | 400m wisselslag (m)   | 25e       | serie 2: 6de in 5.18,6  |
| Guillermo Davila                                                   | 400m wisselslag (m)   | 27e       | serie 4: 7de in 5.27,1  |
| Rafael Hernández                                                   | 400m wisselslag (m)   | 15e       | serie 3: 6de in 5.09,8  |
| Rafael Hernández Salvador Ruíz Alfredo Guzmán Guillermo Echevarría | 4x100m vrije slag (m) | 12e       | serie 1: 6de in 3.58,9  |
| Rafael Hernández Guillermo Echevarría Alfredo Guzmán Salvador Ruíz | 4x200m vrije slag (m) | 15e       | serie 1: 7de in 8.50,3  |
|                                                                    |                       |           |                         |
| Olga Belmar                                                        | 400m vrije slag (v)   | 29e       | serie 4: 7de in 5.14,0  |
| María Luisa Souza                                                  | 400m vrije slag (v)   | 20e       | serie 4: 5de in 5.05,2  |
| Silvia Belmar                                                      | 100m vlinderslag (v)  | 23e       | serie 5: 4de in 1.12,1  |
| Silvia Belmar                                                      | 400m wisselslag (v)   | 20e       | serie 4: 5de in 6.00,7  |

Afghanistan · Algerije · Argentinië · Australië · Bahama's · België · Bermuda · Birma · Bolivia · Brazilië · Brits-Guiana · Bulgarije · Cambodja · Canada · Ceylon · Chili · Colombia · Congo-Brazzaville · Costa Rica · Cuba · Denemarken · Dominicaanse Republiek · Duits eenheidsteam · Ethiopië · Filipijnen · Finland · Frankrijk · Ghana · Griekenland · Groot-Brittannië · Hongarije · Hongkong · Ierland · IJsland · India · Irak · Iran · Israël · Italië · Ivoorkust · Jamaica · Japan · Joegoslavië · Kameroen · Kenia · Libanon · Liberia · Libië · Liechtenstein · Luxemburg · Madagaskar · Maleisië · Mali · Marokko · Mexico · Monaco · Mongolië · Nederland · Nederlandse Antillen · Nepal · Nieuw-Zeeland · Niger · Nigeria · Noord-Rhodesië · Noorwegen · Oeganda · Oostenrijk · Pakistan · Panama · Peru · Polen · Portugal · Puerto Rico · Roemenië · Senegal · Sovjet-Unie · Spanje · Taiwan · Tanganyika · Thailand · Trinidad en Tobago · Tsjaad · Tsjecho-Slowakije · Tunesië · Turkije · Uruguay · Venezuela · Verenigde Arabische Republiek · Verenigde Staten · Vietnam · Zuid-Korea · Zuid-Rhodesië · Zweden · Zwitserland